# Lutjsjije pesni
Lutjsjije pesni (The Best Songs), ett musikalbum av Anzjalika Ahurbasj, släppt 2001.

## Låtlista
1. Nikolajevskich staja (Nikolay’s flights)
2. Ja i ty (Me And You)
3. Sumasjedsjaja ljubov (Crazy Love)
4. Medovyj mesiats (Honey Moon)
5. Tjao, Parizj (Chiao, Paris)
6. Bluz (Blues)
7. Osennij marafon (Autmn Marathon)
8. Net, eti sljozy ne moi (No, These Tears Are Not Mine)
9. Pereulok molodenkich gresjnits (Lane Of Young Sinners)
10. Ostansja (Stay)
11. Zjuravlik (Crane)
12. Romasjka (Cammomile)
13. Ty nuzjen mne (I Need You)
14. Bumazjnaja luna (Paper Moon)
15. Zjila ja tolko s neljubimym (I Lived Only With Unloved)
16. Belaja Rus (White Russia)
17. Strannitsa (The Wanderer)
18. Prosjtjalnyj potseluj (Farewell Kiss)